# Festival van Osiris
Het Festival van Osiris was een religieus tempelfeest in het oude Egypte. Het werd gehouden bij de tempel en necropolis van Abydos.

## Het feest
Vanaf de 12e dynastie werd gestart met het jaarlijkse feest van Osiris. Het cultusbeeld van Osiris werd in een vervoerbare bark op de schouders van priesters van de tempel van Osiris naar de tombe van de god gebracht. De tombe dat werd aangezien als de tombe van Osiris is eigenlijk van Djer, farao van de 1e dynastie van Egypte.

## De processie
De processie bestond uit twee soorten fasen: één publieke en één enkel voor de priesters.
Het publieke gedeelte is ons het meest bekend. De bark werd gedragen van de tempel van Osiris in Abydos naar een kleinere tempel gebouwd door Ramses II, als een tussenstation. Daarna ging de processie met de bark naar het westen van de necroplis (Umm el-Qaab) waar vele mensen stèles oprichtten. De stèles werden ter ere van het festival opgericht of om te bidden voor hulp van Osiris van een overledene.
Na deze fase ging de processie richting de woestijn waar de mysteriën van Osiris werden uitgeoefend door de priesters.